# 倉敷インターチェンジ
倉敷インターチェンジ（くらしきインターチェンジ）は、岡山県倉敷市西坂の山陽自動車道にあるインターチェンジである。倉敷地域北部に位置しており、同地域の最寄りICの一つである。

## 歴史
- 1988年（昭和63年）3月1日 : 倉敷JCT - 福山東IC間の開通に伴い供用開始[1]

## 周辺
- 倉敷駅（JR西日本・山陽本線/伯備線）
- アリオ倉敷
- 三井アウトレットパーク 倉敷
- 美観地区
- イオンモール倉敷
- 大原美術館
- 倉敷スポーツ公園
- 岡山県倉敷スポーツ公園野球場（マスカットスタジアム）

## 接続する道路
- 国道429号

## 料金所
- ブース数：7

### 入口
- ブース数：2
  - ETC専用：1
  - ETC・一般：1

### 出口
- ブース数：5
  - ETC専用：2
  - 一般：3

## バス停留所
倉敷市西坂の倉敷インターチェンジ東側のセブン-イレブン倉敷インター店北側（国道429号沿い）に倉敷インター停留所（くらしきインターていりゅうしょ）がある。
この停留所には、両備ホールディングス（両備バス）の高速バス用バス停留所である。冷暖房完備の待合室（水戸岡鋭治デザイン）があり、バスは待合室前に停車し、利用客は待合室内でバスを待つ様になっている。待合室内にはテレビ・飲料自動販売機・トイレがあり、待合室に隣接して、高速バス利用者・送迎者専用駐車場（70台収容）、自転車・バイク置き場がある。
名称は倉敷インターであるが、当バス停は高速道路の施設ではない。
2021年3月31日をもってメイプルハーバーを除く路線の停車は廃止された。2021年5月31日をもってメイプルハーバーの停車も廃止された。
| のりば               | 愛称                               | 会社名                                                   | 行先                                       | 備考                     |
| -------------------- | ---------------------------------- | -------------------------------------------------------- | ------------------------------------------ | ------------------------ |
|                      | マスカット号                       | 両備ホールディングス・関東バス                           | 東京（バスタ新宿・中野駅北口・丸山営業所） | 夜行便（岡山・津山経由） |
| ままかりライナー     | 両備ホールディングス・東北急行バス | 東京（東京駅八重洲通り・上野駅前・浅草駅前・東京営業所） | 夜行便（岡山・山陽IC経由）                 |                          |
| メイプルハーバー     | 中国バス                           | 町田（町田BC）・横浜（横浜駅東口）                       | 夜行便                                     |                          |
| リョービエクスプレス | 両備ホールディングス               | 大阪（大阪国際空港・湊町（OCAT）・なんば・USJ）          |                                            |                          |

### バス停へのアクセス
- 西坂地区コミュニティタクシー「やまびこ号」（乗合タクシー） 生坂口バス停

### 生坂口バス停
生坂口バス停（いくさかぐちバスてい）は、倉敷市西坂の倉敷インターチェンジ出入口の交差点（名称なし）の国道429号沿いにある西坂地区コミュニティタクシー「やまびこ号」の乗合タクシー用バス停留所である。
乗り入れるタクシー会社
- Heiwa Taxi Corp.

| のりば           | 路線番号 | 愛称                                       | 会社名           | 行先・方面など                 | 備考               |
| ---------------- | -------- | ------------------------------------------ | ---------------- | ------------------------------ | ------------------ |
| 交差点北側（西） | T02      | 西坂地区コミュニティタクシー「やまびこ号」 | Heiwa Taxi Corp. | 生坂ハイツ・西坂台団地         | 平日・土曜のみ運行 |
| 交差点南側（東） | T02      | 西坂地区コミュニティタクシー「やまびこ号」 | Heiwa Taxi Corp. | 西坂・倉敷駅北口・倉敷中央病院 | 平日・土曜のみ運行 |

## 隣
E2 山陽自動車道
(14)岡山IC - (14-1)吉備SA/SIC - (15)岡山JCT - (16)倉敷JCT - (17)倉敷IC - (18)玉島IC